# Студеный (Тульская область)
Студёный — поселок в Заокском районе Тульской области в составе Демидовского сельского поселения.

## География
Поселок находится в северной части Тульской области на расстоянии приблизительно 10 километров по прямой на юго-восток от посёлка Заокский, административного центра района, прилегает с востока к трассе М-2.

## История
Отмечен на карте еще на довоенной карте как населенный пункт с 20 дворами. Ныне представляет собой дачный поселок, отягощенный транспортными проблемами.

## Население
Постоянное население поселка составляло 27 человек в 2010 году.